# 川島零士
川島零士（日语：／ Kawashima Reiji，1995年11月30日—）是日本男聲優，隸屬於AIR AGENCY旗下。

## 配音作品

### 電視動畫
2017年
- 異世界食堂（男性）

2018年
- 七美德（後輩、專門學生）

2019年
- 偶像夢幻祭（男學生）

2020年
- 怕痛的我，把防禦力點滿就對了（觀戰者A、玩家3、熊、玩家1、觀戰者1）
- 弩級戰隊HXEROS（男子）
- 池袋西口公園（戶田橋毀滅者Z2）

2021年
- 影宅（帕利克、利奇）
- 給不滅的你（不死、少年）
- 進化果實～不知不覺踏上勝利的人生～（傑多·雷文）

2022年
- 秘密內幕～女警的反擊～（署員）
- 數碼寶貝幽靈遊戲（小鳥遊優人）
- 影宅 -2nd Season-（帕利克、利奇[2]）
- 機動戰士GUNDAM 水星的魔女（機械師）
- 給不滅的你 Season2（不死）
- VAZZROCK THE ANIMATION（野村榮太）

2023年
- Sugar Apple Fairy Tale（喬納斯·岸達[3]）
- 我與機器子（妙妙寺托卡沙、環境保全人）
- 真·進化果實～不知不覺踏上勝利的人生～（傑多·雷文）
- 肌肉魔法使-MASHLE-（芬恩·艾姆茲[4]）
- 英雄教室（布雷德[5]）
- 聖者無雙～上班族的異世界生存之道～（路西耶爾[6]）
- 獻祭公主與獸王（盜賊B）
- 堀與宮村 -piece-（男學生B）
- 死神少爺與黑女僕（盜賊團）

2024年
- 肌肉魔法使-MASHLE- 神覺者候補選拔試驗篇（芬恩·艾姆茲[7]）
- 卡片戰鬥!! 先導者 Divinez（呼續須王[8]）
- 夜櫻家大作戰（朝野太陽[9]）
- 這個世界漏洞百出（天野[10]）

2025年
- 青春特調蜂蜜檸檬蘇打（主持人）
- 男女之間存在純友情嗎？（不，不存在！）（前辈）
- 受到猩猩之神庇佑的大小姐受到王立騎士團寵愛（艾札克·席安[11]）
- 涅庫羅諾美子的宇宙恐怖秀（瑛太[12]）
- NYAIGHT OF THE LIVING CAT 活屍貓之夜（新[13]）
- 給不滅的你 Season3（不死[14]）

### 劇場版動畫
2021年
- 再見了，我的克拉默（林）

### 有聲漫畫
- 夜櫻家大作戰（朝野太陽）
- 靈視少年（佐竹與次郎）
- 天降糖果雨（三鳥岬）

### 遊戲
2021年
- 怪物彈珠（2021年 - 2023年 耶瑪・盧＆歌尼・盧〈歌尼・盧〉、馬比諾吉昂、風信子）

2022年
- 刀劍亂舞（七星劍）

2024年
- 東京謎影者（步二魁斗）

2025年
- 真·三國無雙 起源（白鸞、旁白）

## 外部連結
- 經紀公司個人資料頁 （页面存档备份，存于）（日語）